# Diocese de Caratinga

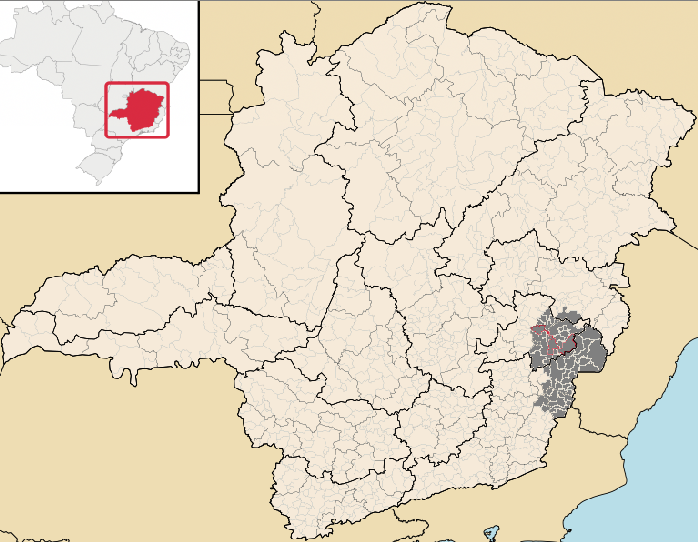
Mapa da diocese de Caratinga.

Regional CNBB Leste 2.

A Diocese de Caratinga (Dioecesis Caratingensis) é uma circunscrição eclesiástica brasileira. Foi criada em 1915. Pertence à Província Eclesiástica de Mariana. 
A sé episcopal está na Catedral de São João Batista, localizada em Caratinga, no estado brasileiro de Minas Gerais. O bispo diocesano é Dom Juarez Delorto Secco, nomeado em 13 de dezembro de 2023 e empossado em 17 de fevereiro de 2024.

## Dados geográficos
A Diocese de Caratinga situa-se na região leste meridional do Estado de Minas Gerais, no Vale do Rio Doce e Zona da Mata. Faz parte do Regional Leste II da CNBB (Conferência Nacional dos Bispos do Brasil). Os seus limites são: ao norte e nordeste, Diocese de Governador Valadares; a oeste e noroeste, Diocese de Itabira-Coronel Fabriciano; a oeste e sudoeste a Arquidiocese de Mariana; a sudoeste e ao sul, Diocese de Leopoldina; ao sul, a Diocese de Campos/RJ; a sudeste, a Diocese de Cachoeiro do Itapemirim/ES; e a leste, Arquidiocese de Vitória/ES.
A diocese tem a extensão de 14.927 km² e está dividida em 54 municípios, sendo 2 em parte. Sua população, segundo o censo de 2010, é 674.954 habitantes.

## História
A diocese de Caratinga foi criada pelo papa Bento XV, aos 15 de dezembro de 1915, desmembrada da Arquidiocese de Mariana, por meio da bula Pastorale Romani Pontificis Officium. Foi instalada aos 7 de março de 1920, com a posse de Dom Carloto Fernandes da Silva Távora, que governou a diocese assessorado por monsenhor Aristides Marques da Rocha.

## Governo diocesano
Além do bispo diocesano, Dom Juarez Delorto Secco, e do bispo emérito Dom Emanuel Messias de Oliveira, auxiliam ainda diretamente no governo diocesano os seguintes presbíteros, nas respectivas funções: Pe. José Carlos de Oliveira (Vigário Geral), Pe. Marlone Pedrosa (Vigário Episcopal/Coordenador de Pastoral) e Pe. Bismarque Maciel de Oliveira (Moderador da Cúria Diocesana).
A diocese é governada sob o auxílio do Conselho Pastoral Diocesano. Cada forania tem um representante pastoral, o vigário forâneo. O planejamento das atividades da diocese é realizado nas Assembleia Diocesanas de Pastoral. A instância jurídica que oficializa as decisões é a Cúria Diocesana situada em Caratinga, sede da diocese, os processos de nulidade matrimonial são apresentados ao Tribunal Eclesiástico da Diocese de Caratinga.

## Divisão administrativa
A diocese de Caratinga é composta por 54 municípios, sendo dois deles em parte: Santa Margarida e Raul Soares. Deste, fazem parte da diocese os distritos de Vermelho Velho, São Vicente da Estrela e São Sebastião do Óculo, que compõem a Paróquia São Francisco de Assis de Vermelho Velho, e o distrito de Santana do Tabuleiro, pertencente à paróquia de Vermelho Novo (o distrito sede do município é também sede paroquial e o distrito de Bicuíba pertence à Paróquia Santo Antônio, de Granada, município de Abre Campo, ambas da Arquidiocese de Mariana); daquele, apenas o distrito sede do município pertence à diocese, sendo sede da Paróquia de Santa Margarida de Antioquia (o distrito de Ribeirão de São Domingos é sede paroquial e pertence à Arquidiocese de Mariana). 
Dos 54 municípios, 6 não são sedes paroquiais (Pedra Dourada, São José do Mantimento, Alto Caparaó, Pingo d'Água, Caiana e Taparuba) ou seja, fazem parte de paróquias com sede em outro município. Além de Vermelho Velho, outros 3 distritos (1 de Caratinga e 2 de Manhuaçu) são sedes paroquiais.  
As cidades de Caratinga, Manhuaçu e Carangola, possuem mais de uma paróquia no perímetro urbano: 7, 3 e 2, respectivamente. A Paróquia Santo Antônio de Pádua, no perímetro urbano de Caratinga possui uma Comatriz, localizada no Distrito de Dom Lara, a única da Diocese. A Paróquia Nossa Senhora da Saúde, da cidade de Alvarenga/MG, pertence à Diocese de Governador Valadares e está em período de experiência em Caratinga em vista de uma eventual mudança de diocese.
No total, compreende 61 paróquias, distribuídas em 9 foranias:
A Forania de Caratinga compreende um total de 8 paróquias.
(O atual Forâneo é o Rev. Pe. Josimar Franco Floreado).
1) São João Batista - Catedral - Bairro Centro - Caratinga;
2) Coração Eucarístico de Jesus (Santuário de Adoração Perpétua) - Bairro Santa Zita - Caratinga;
3) São Judas Tadeu - Bairro Limoeiro - Caratinga;
4) Nossa Senhora da Conceição - Bairro Centro - Caratinga;
5) Nossa Senhora do Carmo - Bairro Esplanada - Caratinga;
6) Senhor Bom Jesus (Santuário) - Bairro Santa Cruz - Caratinga;
7) Santo Antônio de Pádua - Bairro Santo Antônio - Caratinga (e Comatriz, no Distrito de Dom Lara, Caratinga);
8) Nossa Senhora da Piedade - Piedade de Caratinga.
A Forania de Inhapim compreende um total de 7 paróquias:
(O atual Forâneo é o Rev. Pe. José Raul dos Santos Oliveira).
1) São Sebastião - Inhapim;
2) São Domingos de Gusmão - Ubaporanga;
3) Nossa Senhora do Rosário - Entre Folhas;
4) São José - Vargem Alegre;
5) São Sebastião - São Sebastião do Anta;
6) Nossa Senhora das Dores - São Domingos das Dores;
7) Sant'Anna - Imbé de Minas.
A Forania de Manhumirim compreende um total de 6 paróquias
(O atual Forâneo é o Rev. Pe. Marcos Antônio Alencar Duarte, SDN).
1) Senhor Bom Jesus (Santuário) - Manhumirim
2) São João Batista - Reduto;
3) São Sebastião - Durandé;
4) Santo Antônio de Pádua - Caparaó (e Alto Caparaó);
5) Nossa Senhora da Conceição - Alto Jequitibá;
6) Nossa Senhora Mãe dos Homens - Martins Soares;
A Forania de Ipanema compreende um total de 7 paróquias:
(O atual Forâneo é o Rev. Pe. Celso Gonçalves de Souza).
1) Santo Antônio de Pádua - Ipanema (e Taparuba);
2) Santo Antônio de Pádua - Distrito de Santo Antônio do Manhuaçu - Caratinga;
3) Nossa Senhora da Penha - Pocrane;
4) São Manoel - Mutum;
5) Nossa Senhora da Conceição - Conceição de Ipanema (e São José do Mantimento);
6) Nossa Senhora do Amparo - Chalé;
7) Nossa Senhora de Nazaré - Lajinha.
A Forania de Bom Jesus do Galho compreende um total de 6 paróquias:
(O atual Forâneo é o Rev. Pe. Dione José Vieira Leandro).
1) Senhor Bom Jesus (Santuário) - Bom Jesus do Galho;
2) Santa Efigênia - Córrego Novo (e Pingo d'Água);
3) São Francisco de Assis - Distrito de Vermelho Velho - Raul Soares;
4) Nossa Senhora Imaculada Conceição - Vermelho Novo;
5) Santa Bárbara - Santa Bárbara do Leste;
6) Santa Rita de Cássia - Santa Rita de Minas;
A Forania de Manhuaçu compreende um total de 6 paróquias:
(O atual Forâneo é o Rev. Pe. José Marcelino Pereira).
1) São Lourenço - Bairro Centro - Manhuaçu;
2) São José - Bairro Bela Vista - Manhuaçu;
3) Bom Pastor - Bairro Bom Pastor - Manhuaçu;
4) Sant'Ana - Santana do Manhuaçu;
5) São Simão - Simonésia;
6) São Luís Gonzaga - Luisburgo;
A Forania de Santa Margarida compreende um total de 6 paróquias:
(O atual Forâneo é o Rev. Pe. Michel Gomes Pereira).
1) Santa Margarida de Antioquia - Santa Margarida;
2) São Sebastião - Orizânia;
3) São João Batista - São João do Manhuaçu;
4) Nossa Senhora do Rosário - Distrito de Vilanova - Manhuaçu;
5) Santa Helena - Caputira;
6) São Sebastião - Distrito de São Sebastião do Sacramento - Manhuaçu.
A Forania de Carangola compreende um total de 8 paróquias:
(O atual Forâneo é o Rev. Pe. Sebastião Caetano Dias).
1) Santa Luzia (Santuário) - Bairro Centro - Carangola;
2) Nossa Senhora Aparecida - Bairro Triângulo - Carangola;
3) Imaculada Conceição - Tombos (e Pedra Dourada);
4) Divino Espírito Santo - Divino;
5) São Sebastião - Espera Feliz (e Caiana);
6) São Mateus - Faria Lemos;
7) Santa Bárbara - Fervedouro;
8) São Francisco de Assis - São Francisco do Glória.
A Forania de Iapu compreende um total de 7 paróquias
(O atual Forâneo é o Rev. Pe. Júlio César de Souza Pereira).
1) Santo Estêvão - Iapu;
2) Nossa Senhora da Penha - Ipaba;
3) São Sebastião - Tarumirim;
4) São Sebastião - Bugre;
5) Nossa Senhora da Saúde - Alvarenga; (ad experimentum da Diocese de Gov. Valadares).
6) São João Batista - São João do Oriente;
7) Nossa Senhora Aparecida - Dom Cavati.
Dentro desse conjunto existem 735 igrejas filiais ou capelas, 884 Comunidades Eclesiais de Base (149 urbanas e 735 rurais, com 4.892 Grupos de Reflexão, e 1.161 núcleos de catequese).

## Organização pastoral

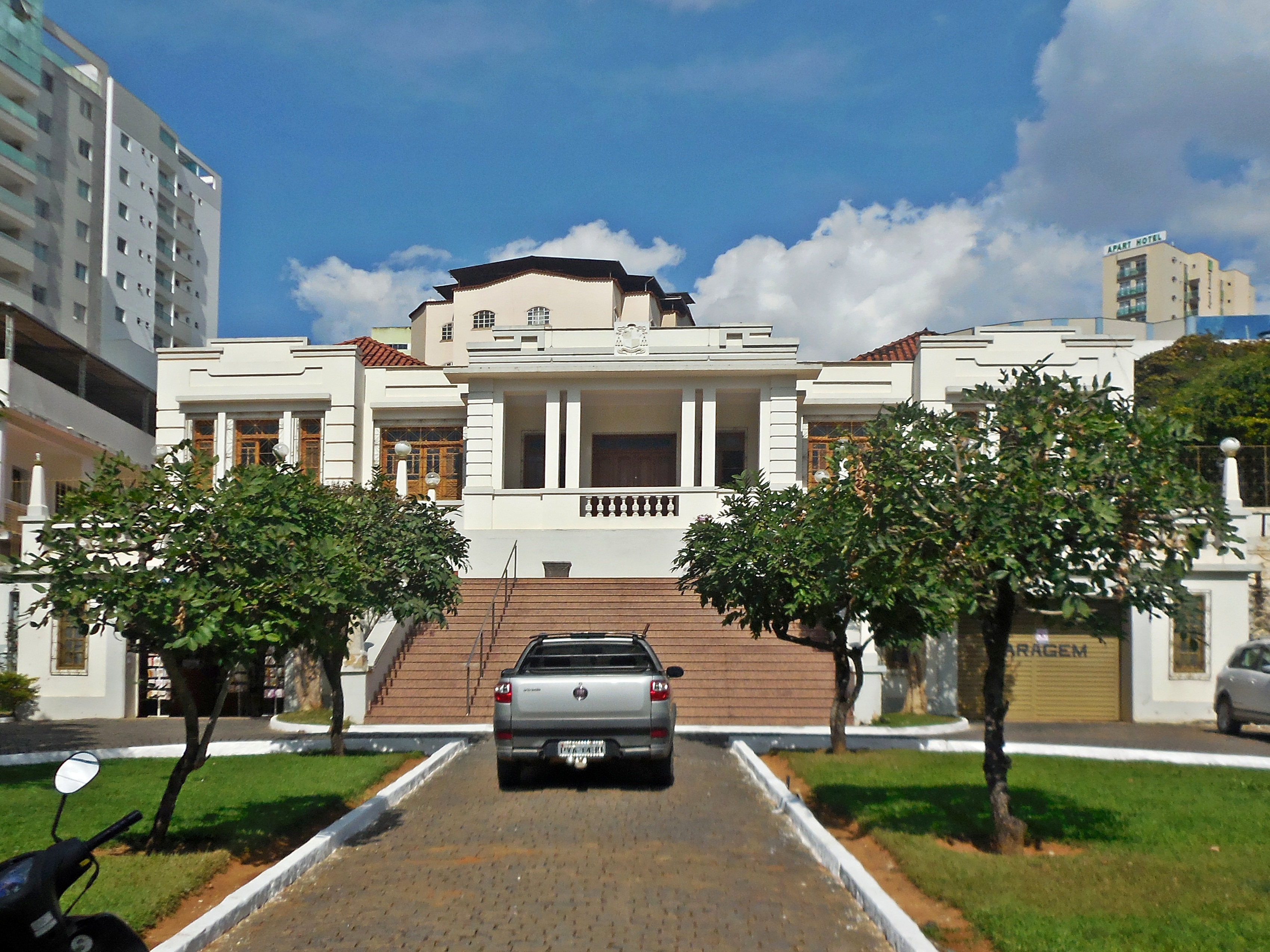
Palácio Episcopal em Caratinga

A diocese atua com as seguintes pastorais: Pastoral Familiar, da Criança, da Juventude, Catequética, da Educação Religiosa, da Liturgia, Vocacional, das CEBs, e da Comunicação. Os movimentos e associações leigas presentes são: Sociedade de São Vicente de Paulo, Apostolado da Oração do Sagrado Coração de Jesus, Legião de Maria e Renovação Carismática Católica (RCC).
O setor vocacional conta com seminários: Seminário Diocesano de Nossa Senhora do Rosário (Caratinga), Seminário Propedêutico São José (Ubaporanga), Seminário Apostólico Nossa Senhora do Santíssimo Sacramento (Manhumirim), o Convento Nossa Senhora do Carmo - Aspirantado da OCD (Caratinga), o Convento São José - Postulantado da OCD (Piedade de Caratinga) e também uma etapa formativa da Congregação dos Sacramentinos do Santíssimo Sacramento (SSS) em Caratinga.
Os institutos religiosos com a presença de padres na diocese são: a Congregação do Santíssimo Sacramento, Missionários Sacramentinos de Nossa Senhora, Ordem dos Irmãos Carmelitas Descalços.

## Meios de comunicação
Os órgãos de comunicação que são pertencentes ou parceiros da diocese são: periódicos (Revista Diretrizes, Tribuna do Leste, Jornais Vicentinos), emissoras de rádio (Rádio Sociedade A Voz de Manhumirim, Rádio Sociedade de Manhuaçu, Rádio Clube de Inhapim). As editoras são: Gráfica-Editora Dom Carloto, Editora O Lutador.
A revista mensal Diretrizes foi fundada em janeiro de 1958, por dom José Eugênio Corrêa e monsenhor Raul Motta de Oliveira. O periódico é impresso pela Gráfica-Editora Dom Carloto, também a serviço da circunscrição eclesiástica.

## Bispos
| #      | Nome                              | Período     | Notas                      |
| Bispos | Bispos                            | Bispos      | Bispos                     |
| ------ | --------------------------------- | ----------- | -------------------------- |
| 9º     | Juarez Delorto Secco              | 2023-       | Atual                      |
| 8º     | Emanuel Messias de Oliveira       | 2011 - 2023 |                            |
| 7º     | Hélio Gonçalves Heleno            | 1978 - 2011 |                            |
| 6º     | José Eugênio Corrêa               | 1957 - 1978 |                            |
| 5º     | João Batista Cavati, C.M.         | 1938 - 1956 |                            |
| 4º     | José Maria Parreira Lara          | 1935 - 1936 |                            |
| 3º     | Carloto Fernandes da Silva Távora | 1920 - 1933 |                            |
| 2º     | Manuel Nogueira Duarte            | 1918 - 1919 | Não aceito                 |
| 1º     | Joaquim Mamede da Silva Leite     | 1918 - 1918 | Nomeação não surtiu efeito |